# Dora, la frénésie du plaisir
Pour plus de détails, voir Fiche technique et Distribution.
Dora, la frénésie du plaisir est un film français de Willy Rozier sorti en 1976. Le film est une adaptation du roman La Pouliche blonde, écrit par Rozier sous le pseudonyme de Xavier Vallier.

## Fiche technique
- Titre : Dora, la frénésie du plaisir [2]
- Autres titres :
  -  France : Dora, la frénésie des plaisirs / La Frénésie de jouir (titre secondaire)
  -  Italie : Dora... delirio carnale / Safari di sesso (titre vidéo)[3]
- Réalisation : Willy Rozier
- Scénario : Willy Rozier
- Photographie : Pierre Fattori
- Musique : Jean Yatove
- Producteur : André Chelossi • Willy Rozier
- Société de production : WR International Films
- Société de distribution : Les Films Hustaix
- Pays d'origine :  France
- Année : 1976
- Format : couleur 35 mm
- Genre : érotique
- Durée : 88 minutes
- Société de distribution : Les Films Hustaix (France), Parade Films (Italie)
- Dates de sortie :
  -  France : 26 mai 1976
  -  Japon : 26 novembre 1977

## Distribution
- Monique Vita : Dora
- Anne Sand : Barbara
- Tania Busselier : Irène
- Bob Asklöf : Olivier (comme Bob Holger)
- Olivier Mathot : Bellemont
- Michel Duchezeau : Riccardo
- Doudou Babet : Koutou
- Jacques Disses : Joe Dupuis
- Rudy Lenoir :
- Michel Mare :
- Manu Pluton :
- Catherine Taillefer :
- Michèle Jean :
- René Jean :
- John Oury :